# Ramsele
Ramsele est une localité de la commune de Sollefteå dans le comté de Västernorrland en Suède.
Sa population était de 820 habitants en 2019.
À Ramsele se trouve le Centre de recherches SVAR (Svensk Arkivinformation) des Archives nationales.